# Ahmed Belhaj
Pour les articles homonymes, voir Belhaj.
Ahmed Belhaj est né à Oued Zem. Affilié à l'Union constitutionnelle, il a été Ministre chargé des Relations avec le Parlement dans le Gouvernement Bouabid II. Il est élu à la chambre des Représentants et à la présidence de la municipalité de Salé.